# تومي جونز (مدرب كرة القاعدة)
تومي جونز (بالإنجليزية: Tommy Jones) هو مدرب كرة القاعدة ‏ أمريكي، ولد في 13 أكتوبر 1954 في ستوكتون في الولايات المتحدة، وتوفي في 15 يناير 2009 في فينيكس في الولايات المتحدة.

## وصلات خارجية
- تومي جونز على موقعبيزبول رفرنس.كوم (الدوري الثانوي) (الإنجليزية)